# Adalbert Prothmann
Adalbert Prothmann (ur. 15 czerwca 1876 r. w Gajlach, zm. 4 lutego 1945 r. w Prositach) – duchowny rzymskokatolicki. Zginął męczeńską śmiercią podczas rosyjskiej ofensywy zimowej w 1945 r. Po swojej śmierci został ogłoszony Sługą Bożym.
Od 1935 r. aż do momentu swojej śmierci był proboszczem parafii Wniebowzięcia Najświętszej Maryi Panny w Prositach.

## Życiorys

### Szkoła i wykształcenie
Adalbert Prothmann ukończył studia teologiczne w seminarium duchownym w Braniewie. Święcenia kapłańskie duchowny otrzymał 31 stycznia 1904 r. we Fromborku.

### Posługa
Na początku swojej posługi, został skierowany do parafii Świętych Kosmy i Damiana w Świątkach. Następnie posługiwał w parafiach w Głotowie oraz Lutrach.
W 1906 r. został przeniesiony do parafii w Bieniewie, gdzie posługiwał jako wikariusz. W 1935 r. został proboszczem parafii pod wezwaniem Wniebowzięcia Najświętszej Maryi Panny w Prositach. Od 1939 r. pełnił również funkcję wicedziekana dekanatu Jeziorany.

### Ostatnie lata i śmierć
28 stycznia 1945 r. mieszkańcy wioski otrzymali rozkaz ewakuacji. Ksiądz Adalbert i ojciec Teodor Kortendiecki udali się do kościoła, by spożyć komunikanty. 29 stycznia odprawili ostatnią Mszę Świętą z udziałem sióstr katarzynek oraz wiernych. Później wszyscy rozjechali się po okolicznych gospodarstwach.
Ksiądz Prothmann wraz z ojcem Kortendieckim i siostrami katarzynkami udali się do domu rodziny Kranichów. Gospodyni radziła kapłanowi, by ten założył na siebie świeckie ubranie, lecz odmówił. Powiedział, że chce umrzeć w swoim kapłańskim ubraniu. Jeszcze tego samego dnia żołnierze Armii Czerwonej zajęli Prosity wraz z pobliskimi koloniami. Pierwsze dni ich pobytu upłynęły na rabunkach oraz plądrowaniu gospodarstw.
4 lutego 1945 r., w święto Matki Bożej Gromnicznej miał odbyć się odpust parafialny. Przed południem do gospodarstwa rodziny Kranichów gdzie schronili się księża przyjechali sowieccy żołnierze. Do domu weszło dwóch z nich, żądając wydania kosztowności, jednak już wcześniej wszystko zostało zrabowane. To rozwścieczyło żołnierzy. Przeszukiwali po kolei pomieszczenia gospodarstwa. Kiedy nie znaleźli niczego wartościowego, jeden z nich nakazał proboszczowi wyjść z domu. Wkrótce nakazano również opuścić budynek ojcu Kortendieckiemu. Po krótkiej chwili osoby przebywające w domu usłyszały wystrzały. Potem Rosjanie wystrzelili jeszcze jeden pocisk w okno pokoju, jednak nikomu nic się nie stało, ponieważ wszyscy stali zboku. Gdy siostry katarzynki wyszły z domu, znalazły obu kapłanów siedzących w sieni na ławie, opartych o ścianę. Byli cali w krwi. Ojciec Teodor skonał w ciągu minuty, ksiądz proboszcz Adalbert Prothmann - w ciągu 15 minut. 

### Pochówek
Siostra M. Teodora pobiegła do sąsiednich gospodarzy i przyprowadziła kilka osób, które przeniosły ciała zabitych kapłanów do pokoju. Tam spoczywały 14 dni, do czasu gdy siostry uzyskały pozwolenie na pochowanie zmarłych kapłanów w zbiorowej mogile z ok. 30-40 parafianami, którzy zostali zastrzeleni tego dnia. Dopiero wiosną 1945 r. wydobyto ciało śp. ks. Adalberta Prothmanna ze zbiorowej mogiły i pochowano w grobie.

### Pamięć
Przy drzwiach wejściowych do kościoła w Prositach, w murze wieży, znajduje się tablica upamiętniająca Sługę Bożego, księdza Adalberta Prothmanna. Tablicę umieścił tam ksiądz Bronisław Magdziarz.